# Bathynomus pelor
Bathynomus pelor är en kräftdjursart som beskrevs av Bruce 1986. Bathynomus pelor ingår i släktet Bathynomus och familjen Cirolanidae. Inga underarter finns listade i Catalogue of Life.